# JCL Team Ukyo
JCL Team Ukyo (código UCI: JCL) es un equipo ciclista profesional japonés de categoría Continental.
El expiloto de Fórmula 1 Ukyō Katayama, amante del ciclismo, hizo sus primeros pasos en este mundo al colabrorar con el equipo Utsunomiya Blitzen. Tras esta colaboración decidió crear en la temporada 2012 el Team Ukyo para participar en los Circuitos Continentales UCI. Katayama actúa como mánager, y está apoyado por Shuichi Inoue y Tadahiko Kuwabara.

## Material ciclista
El equipo usa bicicletas Kuota con ruedas Tokken. En cuanto a la marca de ropa que vestirá, será Le Coq Sportif.

## Clasificaciones UCI
El equipo participa en los circuitos continentales, principalmente en el UCI Asia Tour. 

### UCI Africa Tour
| Temporada | Clasificación por equipos | Mejor corredor  | Posición |
| 2012-2013 | 20.º                      | Antonio Cabello | 188.º    |

### UCI Asia Tour
| Temporada | Clasificación por equipos | Mejor corredor       | Posición |
| 2011-2012 | 368.º                     | Yoshimitsu Tsuji     | 323.º    |
| 2012-2013 | 28.º                      | José Toribio Alcolea | 34.º     |
| 2013-2014 | 23.º                      | José Toribio Alcolea | 22.º     |
| 2015      | 23.º                      | Kazushige Kuboki     | 80.º     |
| 2016      | 5.º                       | Óscar Pujol          | 12.º     |
| 2017      | 1.º                       | Benjamín Prades      | 4.º      |
| 2018      | 3.º                       | Benjamín Prades      | 10.º     |
| 2019      | 3.º                       | Kohei Yokotskuya     | 50.º     |
| 2020      | 22.º                      | Kōhei Uchima         | 46.º     |
| 2021      | 14.º                      | Kōhei Uchima         | 15.º     |
| 2022      | 2.º                       | Yuma Koishi          | 16.º     |
| 2023      | 3.º                       | Yuma Koishi          | 8.º      |

### UCI Europe Tour
| Temporada | Clasificación por equipos | Mejor corredor  | Posición |
| 2013-2014 | 117.º                     | Ido Zilberstein | 814.º    |
| 2017      | 74.º                      | Benjamín Prades | 416.º    |
| 2018      | 135.º                     | Benjamín Prades | 1437.º   |
| 2019      | -                         | Benjamín Prades | 266.º    |
| 2020      | -                         | Benjamín Prades | 756.º    |
| 2022      | -                         | Raymond Kreder  | 321.º    |

## Palmarés
Para años anteriores, véase Palmarés del JCL Team Ukyo

### Palmarés 2025

#### UCI ProSeries
| Fechas | Carreras | Ganador |

#### Circuitos Continentales UCI
| Fechas     | Circuito             | Carreras                        | Ganador             |
| 1 de marzo | UCI Africa Tour 2025 | 6.ª etapa del Tour de Ruanda    | Nahom Zeray         |
| 20 de mayo | UCI Asia Tour 2025   | 2.ª etapa del Tour de Japón     | Alessandro Fancellu |
| 22 de mayo | UCI Asia Tour 2025   | 4.ª etapa del Tour de Japón     | Simone Raccani      |
| 23 de mayo | UCI Asia Tour 2025   | 5.ª etapa del Tour de Japón     | Nahom Zeray         |
| 25 de mayo | UCI Asia Tour 2025   | Tour de Japón                   | Alessandro Fancellu |
| 5 de junio | UCI Asia Tour 2025   | 2.ª etapa del Tour de Gyeongnam | Simone Raccani      |

#### Campeonatos nacionales
| Fechas      | Carreras                      | Ganador          |
| 22 de junio | Campeonato de Japón en Ruta   | Marino Kobayashi |
| 29 de junio | Campeonato de Eritrea en Ruta | Nahom Zeray      |

## Plantilla
Para años anteriores, véase Plantillas del JCL Team Ukyo

### Plantilla 2025
| Nombre              | Nacimiento | Nacionalidad | Equipo 2024                     |
| Marc Cabedo         | 28/01/2002 | España       | Burgos-BH (stagiaire)           |
| Andrea D'Amato      | 14/11/2002 | Italia       | Biesse Carrera                  |
| Alessandro Fancellu | 24/04/2000 | Italia       | Q36.5 Pro Cycling Team          |
| Nicolò Garibbo      | 29/06/1995 | Italia       | Team Technipes #inEmiliaRomagna |
| Manabu Ishibashi    | 30/11/1992 | Japón        | JCL Team Ukyo                   |
| Koki Kamada         | 13/05/2004 | Japón        | JCL Team Ukyo                   |
| Marino Kobayashi    | 01/07/1994 | Japón        | Matrix-Powertag                 |
| Yuma Koishi         | 15/09/1993 | Japón        | JCL Team Ukyo                   |
| Nariyuki Masuda     | 23/10/1983 | Japón        | JCL Team Ukyo                   |
| Simone Raccani      | 02/03/2001 | Italia       | Zalf Euromobil Fior             |
| Masaki Yamamoto     | 08/01/1996 | Japón        | JCL Team Ukyo                   |
| Nahom Zeray         | 12/09/2002 | Eritrea      | Q36.5 Continental Team          |

1. ↑  Hasta el 22 de junio.